# Tagil
De Tagil (Russisch: Тагил) is een rivier in oblast Sverdlovsk in Rusland. De rivier heeft haar oorsprong op de oostelijke hellingen van de Oeral ten oosten van Verchni Tagil. De Tagil stroomt vandaar noordelijk door de Noordelijke Oeral naar Nizjni Tagil en vandaar verder in noordoostelijke richting langs de plaatsen Verchnjaja Salda en Nizjnjaja Salda. Ten noorden van het plaatsje Bolotovskoje stroomt de Tagil in de Toera. In de bovenloop van de Tagil bevinden zich abrupte overgangen en in de benedenloop meandert ze iets meer.
De rivier wordt vooral gevoed met sneeuw. Het waterpeil schommelt per jaar ongeveer 3,3 meter. De rivier bevriest begin november en ontdooit weer in de tweede helft van april. Er bevinden zich ook 2 grote waterreservoirs in de rivier; het Verchnetagilskoje en het Nizjnetagilskoje reservoir.
Bij de rivier bevinden zich een aantal kenmerkende rotstekeningen uit het 6e tot 5e millennium v.Chr.; pisanitsy genoemd.
Het hydroniem Tagil stamt mogelijk af van het Oudturkse woord tagyl, hetgeen iets betekent als "bergstreek" (Russisch: горная местность).